# Valentí Serra de Manresa

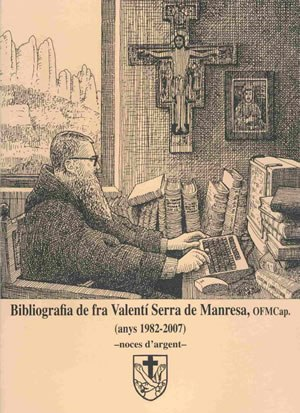
Frontispício da Bibliografia de Frei Valentí Serra de Manresa

Valentí Serra i Fornell (Manresa, Bages, 1959), é um capuchinho e sacerdote catalão, com o nome religioso de Valentí Serra de Manresa. 

## Biografia
Nascido no seio de uma família catalã tradicional de camponeses e agricultores, ingressou nos capuchinhos em 1980 e professou na regra de São Francisco (30 de outubro de 1982). Quando acabou a formação inicial recebeu a ordenação sacerdotal em 31 de maio de 1987 no convento dos capuchinhos de Arenys de Mar. Depois foi para o convento dos Capuchinhos de Sarrià, onde mora atualmente. Doutorou-se em História na Universidade de Barcelona em 1995.
Colaborador científico da Facultade de Teologia da Catalunha (2007), faz parte, também, do Claustro de Doutores da Universidade de Barcelona (1997). Desde o ano 1987 é o arquivero provincial dos capuchinhos e diretor da Biblioteca Hispano-Capuchinha. Correspondente em Barcelona da Revue d'Histoire Ecclésiastique (Revista de História Eclesiástica) (Universidade Católica de Louvain) e membro do conselho de redacção da revista Analecta Sacra Tarraconensia (Balmesiana). Foi também desde 1991 até 2013 redator da revista de crítica bibliográfica Índice Histórico Español (Índice Histórico Espanhol), fundada no ano 1953 por Jaume Vicens Vives e editada pelo "Centro de Estudios Históricos Internacionales" (Centro de Estudos Históricos Internacionais). Colabora assíduamente com o semanário Catalunya Cristiana (Catalunha Cristã). Desde 2015 colabora com o Calendário de frei Ramon, ermitão dos Pirenéus, que é muito popular na Catalunha. Tem também a seção Cuina de convent (Cozinha de convento) no jornal El Jardí de Sant Gervasi i Sarrià. Desde 2017 transmite o programa Remeis de l'Ermità (Remédios do Eremita) na estação de rádio Fes ta Festa.	

## Investigação
Tem pesquisado com metodologia crítica a história institucional dos frades menores capuchinhos de Catalunha desde o advento borbónico (1700) até o estouro da Guerra Civil espanhola (1936); a das clarisas-capuchinhas desde a sua fundação em Catalunha (1599) até o fim da Guerra civil espanhola (1939). Também tem pesquisado a evolução dos leigos franciscano vinculados aos capuchinhos no período contemporâneo (1883-1957) e a história missionária dos capuchinhos catalães em ultramar (1680-1989). Estas investigações ocupam nove volumes da Colecção São Paciano que edita a Faculdade de Teologia de Catalunha. Atualmente investiga a aportação dos capuchinhos catalães à tradição popular e religiosa de Catalunha: as representações do nascimento de Cristo e as devoções populares; a cozinha conventual e as ervas medicinais; a horticultura e jardinagem dos frades.
Os trabalhos restantes, as colaborações em obras coletivas, prólogos, artigos científicos e de divulgação e inclusive, participação em congressos entre 1982 e 2007 estam recolhidos na obra Bibliografia de fra Valentí Serra de Manresa, OFMCap. (anys 1982-2007). Noces d'argent (em catalão) (Bibliografia de frei Valentí Serra de Manresa, OFMCap. (anos 1982-2007). Bodas de prata), a cargo do Dr. Joan Ferrer i Costa e de Núria Ferret i Canale O.Virg. (Barcelona 2007).

## Publicações  principais
- Els caputxins de Catalunya, de l'adveniment borbònic a la invasió napoleònica: vida quotidiana i institucional, actituds, mentalitat, cultura (1700-1814), Barcelona, 1996. (em catalão)
- Els framenors caputxins a la Catalunya del segle XIX. Represa conventual, exclaustracions i restauració (1814-1900), Barcelona, 1998. (em catalão)
- La Província de framenors caputxins de Catalunya: de la restauració provincial a l'esclat de la guerra civil (1900-1936), Barcelona, 2000. (em catalão)
- Les clarisses-caputxines a Catalunya i Mallorca: de la fundació a la guerra civil (1599-1939), Barcelona, 2002. (em catalão)
- El Terç Orde dels Caputxins. Aportacions del laïcat franciscà a la història contemporània de Catalunya (1883-1957), Barcelona, 2004. (em catalão)
- Tres segles de vida missionera: la projecció pastoral "ad gentes" dels framenors caputxins de Catalunya (1680-1989), Barcelona, 2006. (em catalão)
- El cardenal Vives i l'Església del seu temps, Museu-Arxiu Vives i Tutó, Sant Andreu de Llavaneres, 2007. (em catalão)
- Aportació dels framenors caputxins a la cultura catalana: des de la fundació a la guerra civil (1578-1936), Barcelona, Facultat de Teologia de Catalunya, 2008 (Col·lectània Sant Pacià, 92). (em catalão)
- Els caputxins i el pessebre, Barcelona, El Bou i la Mula, 2009. (em catalão)
- Cuina caputxina. Les pitances dels frares, Barcelona, Ed. Mediterrània, 2010. 2 edições. (em catalão)
- Pompeia. Orígens històrics d'un projecte agosarat, Barcelona, Ed. Mediterrània, 2010. (em catalão)
- El caputxí Joaquim M. de Llavaneres (1852-1923). Semblança biogràfica i projecció internacional, Sant Andreu de Llavaneres, Museu-Arxiu Vives i Tutó, 2011. (em catalão)
- Els caputxins i les herbes remeieres, Barcelona, Ed. Mediterrània 2011. 5 edições. (em catalão)
- La predicació dels framenors caputxins: des de l'arribada a Catalunya al concili Vaticà II (1578-1965), Barcelona, Facultat de Teologia de Catalunya, 2012(Col·lectània Sant Pacià, 100). (em catalão)
- Pócimas de capuchino. Hierbas y recetas conventuales, Barcelona, Editorial Mediterrània, 2013. (em castelhano)
- Hortalisses i flors remeieres. Les herbes santes dels caputxins, Barcelona, Editorial Mediterrània, 2014. 2 edições. (em catalão)
- Els frares caputxins de Catalunya: de la Segona República a la postguerra (1931-1942), Barcelona, Facultat de Teologia de Catalunya, 2014. (em catalão)
- La parròquia de Sant Joan de la Creu. L’acció pastoral dels caputxins al barri  del Peu del Funicular de Vallvidrera (Barcelona, 1950-2015). Fotos de Joan Devesa. Prólogo de Conrad J. Martí. Barcelona, Editorial Mediterrània, 2015. (em catalão)
- Cocinar en tiempos de crisis. Recetas frailunas y guisados populares. (Colección El Ermitaño, 1), Barcelona, Edicions Morera, 2015. (em castelhano)
- Cuinar en temps de crisi. Receptes de frare i guisats populars. (Col·lecció l’Ermità, 1), Barcelona, Edicions Morera, 2015. (em catalão)
- La huerta de San Francisco. Horticultura y floricultura capuchina, Barcelona, Editorial Mediterrània. 2016.(em castelhano)
- Tornar als remeis de sempre.  Pocions, ungüents i herbes medicinals. (Col·lecció l’Ermità, 4), Barcelona. Edicions Morera, 2017. 4 edições. (em catalão)
- El huerto medicinal. Sabiduría capuchina de la A a la Z. Barcelona: Editorial Mediterrània. 2018 (em castelhano)
- Catazònia. Els caputxins catalans a l'Amazònia. Barcelona: Museu de Cultures. 2018. (em catalão)
- El llibre de la mel. Apicultura popular i plantes mel·liferes (Col·lecció L'Ermità 7). Edicions Morera, Barcelona 2019. (em catalão)
- Cuina pairal i conventual. (Col. Rebost i Cuina, 20). Farell editors. 2019. (em catalão)
- El nostre pessebre. Tradició, història i simbolisme. Barcelona. Edicions Mediterrània. 2019. (em catalão)
- Liturgia cartujana (Fr. Josep Oriol de Barcelona i Fr. Valentí Serra de Manresa, coautors) (Cuadernos Phase, 256). Barcelona. Centre de Pastoral Litúrgica. 2020. (em castelhano)
- Entrem dins del pessebre. Un petit univers a les teves mans (Col·lecció L’Ermità, 11). Edicions Morera. Barcelona. 2022.(em catalão)
- Viatge a Terra Santa (1930) pel R. P. Marc de Castellví, caputxí. Jordi Vidal, editor. Introducció de Fra Valentí Serra de Manresa (Documents, 123). Bellaterra. Universitat Autònoma de Barcelona. 2022.(em catalão)
- La volta al món del caputxí Joaquim Maria de Llavaneres (1852-1923). Sant Andreu de Llavaneres. Museu-Arxiu Vives i Tutó. 2023.(em catalão)
- Passió per la Setmana Santa. Festes i tradicions  (Col·lecció  L’Ermità, 13). Edicions Morera. Barcelona. 2023.(em catalão)
- Quatre segles de vida caputxina, 1578-1968. Barcelona: Eds. Morera 2024.(em catalão)
- Missa et mensa. Saboroses pitances i altres secrets de la cuina de convent. Barcelona: Albada Edicions.(em catalão)

Em preparação
- Cuina vegetariana popular. (Col·lecció l’Ermità). Barcelona: Eds Morera.(em catalão)
- La Botica del Ermitaño. Diccionario de plantas medicinales. Edicions Morera. Barcelona. (em castelhano)

### Generais
- Web dos capuchinhos da Catalunha e Baleares. (em catalão)
- Web da Faculdade de Teologia da Catalunha. (em catalão)
- Web da Editorial Mediterrània (em inglês).
- Web de Ràdio Estel  (Emissora de rádio cristã catalã). (em catalão)
- Web do semanário Catalunya Cristiana ("Catalunha Cristã". Publicação cristã catalã semanal). (em catalão)

### Biográficos
- Frei Valentí Serra de Manresa em "La Contra" de La Vanguardia. (em castelhano)
- La glòria humana (A glória humana), artigo sobre frei Valentí Serra de Manresa em La Vanguardia, por Arturo San Agustín. (em catalão)
- Pequena entrevista em El Periódico de Catalunya (em castelhano).
- Fra Valentí i el coneixement (Frei Valentí e o conhecimento), artigo sobre frei Valentí em Ara. (em catalão)
- Entrevista biografica a fra Valentí no programa Signes del Temps de TV3 (16-07-2017). (em catalão)

### Investigação
- Presentação do livro Aportació dels framenors caputxins a la cultura catalana: des de la fundació a la guerra civil (1578-1936) (Aportação dos frades menores capuchinhos à cultura catalã. (em catalão)
- Artigo em El Punt Avui (08-08-2020) sobre Junípero Serra (em catalão).

### Cultura popular
- Dissertação sobre o higrómetro conhecido como O frade do tempo.
- "En el pessebre trobem la nostra existència". Catalunya Religió. 01-01-2020. Dissertação teológica e existencial sobre o presépio. (em catalão)
- Presentação do libro Missa et mensa. Vilaweb. 30-04-2025. (em catalão)

### Ervas medicinais
- Presentação do livro Els caputxins i les herbes remeieres (Os capuchinhos e as ervas medicinais). (em catalão)
- "La farmaciola de fra Valentí Serra de Manresa" (A farmácia de frei Valentí Serra de Manresa) em Regió 7 (periódico catalão local). (em catalão)
- Frei Valentí Serra falando das ervas medicinais no programa Espai Terra de TV3 (em catalão).
- Presentação do livro Hortalisses i flors remeieres. Les herbes santes dels caputxins (Hortaliças e ervas medicinais. As ervas santas dos capuchinhos). (em catalão)

### Mel
- Presentação do livro El llibre de la mel. Apicultura popular i plantes mel·líferes. (em catalão)
- Presentação do livro El llibre de la mel. Apicultura popular i plantes mel·líferes na Televisão de Girona (09-07-2019). (em catalão)